# Jan van Vierzon
Jan van Vierzon (?, 1281 – Kortrijk, 11 juli 1302) was een Brabants edelman die iure uxoris burggraaf van Doornik en heer van Mortagne was. Hij sneuvelde aan Franse zijde in de Guldensporenslag. Na zijn dood werd hij geïmpersoneerd door een oplichter die zelfs zijn weduwe Maria van Mortagne wist te misleiden.

## Leven
Hij was de oudste en enige zoon van Godfried van Brabant en diens echtgenote Jeanne Isabelle van Vierzon († 1296). Godfried was een lid van het hertogelijke Huis Brabant en had via zijn zus Maria van Brabant ook nauwe connecties aan het Franse hof. Via zijn vrouw was hij heer van Vierzon en hij had ook Aarschot in apanage. Zoon Jan trouwde in 1297 met Maria van Mortagne, waardoor hij burggraaf van Doornik en heer van Mortagne werd. Hij maakte nog hetzelfde jaar zijn intrede in de stad. In 1300 nam hij aan het hoofd van 56 man deel aan de Franse verovering van Vlaanderen. Volgens de Journaux du trésor kreeg hij daarvoor 2000 pond. Onder zijn vader streed hij in 1302 tijdens de Guldensporenslag in Kortrijk, waar hun ruiters het negende bataelge vormden in het Franse leger. Vader en zoon sneuvelden die dag tegen de Vlaamse milities. Hun lijken zullen in massagraven zijn gelaten.

## Impersonator
Na Jan van Vierzons dood kwam in 1308 een oplichter naar buiten die zijn wapen en familie voldoende had bestudeerd om zich nu met enige geloofwaardigheid voor hem uit te geven. Hij beweerde dat hij na de Guldensporenslag uit dankbaarheid en boetedoening voor zeven jaar een bedelaarsleven had opgenomen. Op 23 februari 1308 verscheen de man in Doornik, in het gezelschap van graaf Lodewijk van Évreux, om zijn oude functies terug op te nemen. Ook in Brabant maakte hij grote sier, nadat hij het schild van Vierzon van de muur had gehaald in de Sint-Michielskerk. Maria van Mortagne geloofde zijn verhaal of kende de oplichter uit haar jeugd, en liet hem toe tot de echtelijke sponde. Uiteindelijk kwam het bedrog aan het licht en werden de daders, voor zover ze konden worden gevat, gevangen genomen. Ze zouden levend zijn begraven of gestorven in de kerkers van Filips de Schone.

## Voetnoten
1. ↑  Jan Frans Verbruggen en Rolf Falter, 1302. Opstand in Vlaanderen, 2001, p. 152